# Natale Battezzati
Natale Battezzati (Milano, 1818 – Milano, 1882) è stato un editore e imprenditore italiano.
È stato tra i fondatori della società culturale Associazione tipografico-libraria italiana e sviluppò un sistema di catalogazione con cartellini per biblioteche che influenzò il sistema bibliotecario americano.